# Geoffroy Ier Poulain
Geoffroy Ier Poulain, mort avant 1250, est un chevalier croisé d'origine inconnue, mais probablement originaire du royaume de France, qui fut dans les États latins d'Orient seigneur d'Haïfa.
Il épouse, en tant que premier mari, Helvis d'Haïfa, aînée des quatre filles et héritière de Rohard II d'Haïfa, précédent seigneur d'Haïfa, et de son épouse Aiglantine de Nephim. De ce mariage naissent trois enfants :
- Gilles Ier Poulain, qui succède à sa mère et qui épouse Marguerite de Brie, sœur d'Anceau ;
- Rohard Poulain, cité dans les Lignages d'Outremer ;
- Aiglantine Poulain, qui épouse Anceau de Brie, frère de Marguerite.

À la suite de ce mariage, il devient seigneur d'Haïfa de jure uxoris.
Il meurt avant 1250 et sa veuve se marie en secondes noces avec Garcia Alvarez, puis en troisièmes noces avant 1257 avec Jean de Valenciennes, mais n'a probablement pas de postérité de ces deux mariages. Après la mort d'Helvis en 1264, son fils aîné, Gilles Ier, lui succède comme seigneur d'Haïfa, cependant, la ville est capturée l'année suivante par les Mamelouks.